# Prostitution au Pérou
La prostitution au Pérou est légale et réglementée.
Elle est légale pour les femmes à partir de 18 ans, si elles sont enregistrées à la municipalité de leur ville et ont un certificat de santé valide. Le proxénétisme est légal.
La prostitution enfantine est interdite. Tout proxénète ou client de prostituée mineure peut être condamné de 4 à 8 ans de prison.